# Xã South Huntingdon, Quận Westmoreland, Pennsylvania
Xã South Huntingdon (tiếng Anh: South Huntingdon Township) là một xã thuộc quận Westmoreland, tiểu bang Pennsylvania, Hoa Kỳ. Năm 2010, dân số của xã này là 5.796 người.